# Oilton
Oilton es un lugar designado por el censo ubicado en el condado de Webb en el estado estadounidense de Texas. En el Censo de 2010 tenía una población de 353 habitantes y una densidad poblacional de 96,32 personas por km².

## Geografía
Oilton se encuentra ubicado en las coordenadas 27°28′9″N 98°58′2″O / 27.46917, -98.96722. Según la Oficina del Censo de los Estados Unidos, Oilton tiene una superficie total de 3.66 km², de la cual 3.66 km² corresponden a tierra firme y (0%) 0 km² es agua.

## Demografía
Según el censo de 2010, había 353 personas residiendo en Oilton. La densidad de población era de 96,32 hab./km². De los 353 habitantes, Oilton estaba compuesto por el 81.59% blancos, el 1.42% eran afroamericanos, el 0% eran amerindios, el 0.28% eran asiáticos, el 0% eran isleños del Pacífico, el 15.58% eran de otras razas y el 1.13% pertenecían a dos o más razas. Del total de la población el 97.45% eran hispanos o latinos de cualquier raza.

## Educación
El Distrito Escolar Independiente de Webb Consolidated sirve Oilton. El distrito gestiona Oilton Elementary School.